# Marie Steiner (Fußballspielerin)
Marie Steiner (* 4. September 2005 in Berlin) ist eine deutsche Fußballspielerin. Seit dem 1. Juli 2024 ist sie Vertragsspielerin der TSG 1899 Hoffenheim.

## Karriere

### Vereine
Steiner begann in ihrem Geburtsort im Alter von fünf Jahren beim SV Bau-Union Berlin mit dem Fußballspielen. Im weiteren Verlauf gehörte sie von 2018 bis 2021 dem Jugendfußballclub Berlin der männlichen B-Jugend an, bevor sie im Januar 2022 von der TSG 1899 Hoffenheim verpflichtet wurde. Zunächst für die zweite Mannschaft vorgesehen, kam sie für diese ab Februar 2022 in bisher 39 Punktspielen in der 2. Bundesliga zum Einsatz, in denen sie 14 Tore erzielte. Ihr Debüt im Seniorinnenbereich gab sie am 27. Februar 2022 (14. Spieltag) beim 1:1-Unentschieden im Auswärtsspiel gegen den Liganeuling SV Henstedt-Ulzburg als Einwechselspielerin in der 61. Minute. Ihr erstes Tor im Seniorinnenbereich erzielte sie am 13. März 2022 (16. Spieltag) beim 1:1-Unentschieden im Auswärtsspiel gegen den MSV Duisburg mit dem Treffer zum Endstand in der 71. Minute.
Für die erste Mannschaft bestritt sie ihr Pflichtspieldebüt am 3. April 2022 (19. Spieltag) beim 3:0-Sieg im Bundesligaauswärtsspiel gegen Bayer 04 Leverkusen mit Einwechslung für Sarai Linder in der 89. Minute.
Nach ihrer Vorbereitungszeit in der Zweitvertretung rückte sie zur Saison 2024/25 endgültig in den Kader der ersten Mannschaft auf.

### Nationalmannschaft
Steiner kam als Spielerin der Auswahlmannschaft des Berliner Fußball-Verbandes in den Jahren 2018 und 2019 in jeweils vier Spielen im Turnier um den DFB-Länderpokal an der Sportschule Wedau in Duisburg zum Einsatz, in denen sie drei Tore erzielte.
Für den DFB bestritt sie im Jahr 2019 ihre ersten drei Länderspiele für die U15-Nationalmannschaft, wobei alle drei in Freundschaft ausgetragenen Länderspiele gewonnen wurden. Ihr Debüt als Nationalspielerin gab sie am 23. Oktober 2019 in Büsingen am Hochrhein beim 5:0-Sieg im Freundschaftsspiel gegen die Schweizer U16-Nationalmannschaft.
Für die U17-Nationalmannschaft bestritt sie in den Jahren 2021 bis 2022 insgesamt 21 Länderspiele, in denen sie zehn Tore erzielte. Sie bestritt jeweils drei Länderspiele in der ersten und zweiten Qualifikationsrunde für die vom 3. bis 15. Mai 2022 in Bosnien und Herzegowina anstehende Europameisterschaft und erzielte sechs Tore. An diesem Turnier nahm sie mit ihrer Mannschaft teil und bestritt alle drei Spiele der Gruppe A sowie das von Erfolg gekrönte Halbfinale und Finale.
An der vom 11. bis 30. Oktober desselben Jahres ausgetragenen Weltmeisterschaft nahm sie ebenfalls teil und bestritt insgesamt sechs Turnierspiele, in denen sie zwei Tore erzielte.
Für die U19-Nationalmannschaft bestritt sie im Jahr 2023 bislang neun Länderspiele, von denen sie drei in der zweiten Qualifikationsrunde, Gruppe A mit zwei Toren beendete. Ihr Debüt in dieser Altersklasse gab sie am 16. Februar 2023 beim 2:1-Sieg im Freundschaftsspiel gegen die U19-Nationalmannschaft Englands mit Einwechslung für Mara Alber in der 62. Minute.

## Erfolge
- Vierter Weltmeisterschaft 2022
- U17-Europameister 2022